# Menschenrechtspreis der Vereinten Nationen
Der Menschenrechtspreis der Vereinten Nationen (United Nations Human Rights Prize) wird seit 1968 normalerweise alle fünf Jahre am 10. Dezember verliehen. Er soll herausragende Leistungen zur Förderung und zum Schutz der Menschenrechte würdigen.

## Bestimmungen
Auszug aus den Verleihungsbestimmungen nach der Resolution 2217 Empfehlung C der Generalversammlung der Vereinten Nationen vom 19. Dezember 1966:

### Wann soll der Preis für Menschenrechte verliehen werden
Der Preis soll zum ersten Mal am 10. Dezember 1968, bei den Feiern zum 20. Jahrestag der Allgemeinen Erklärung der Menschenrechte verliehen werden. Danach soll der Preis nicht öfter als in einem Intervall von 5 Jahren verliehen werden.

### Anzahl der Preise
Es dürfen nicht mehr als fünf Auszeichnungen zu einem Zeitpunkt verliehen werden. Wenn nur ein Preis verliehen wird, soll er für herausragende Leistungen auf dem Gebiet der Menschenrechte verliehen werden. Bei zwei Auszeichnungen soll der erste für herausragende Leistungen in der Förderung und beim Schutz der zivilen und politischen Rechte, der zweite für herausragende Leistungen in Förderung und Schutz der ökonomischen, sozialen und kulturellen Rechte verliehen werden. Wenn mehr als ein Preis verliehen wird, sind alle gleichberechtigt.

### Erscheinungsform des Preises
Die metallene Gedenktafel muss das Symbol der Vereinten Nationen tragen und eine künstlerische Darstellung, graviert mit einem entsprechenden Zitat. Der Preis soll dem Gewinner als eindeutiges dauerhaftes Zeichen der Auszeichnung überreicht werden.

### Auswahlverfahren
Das Auswahlkomitee – bestehend aus dem Präsidenten der Generalversammlung, dem Präsidenten des Rates für Wirtschaft und Soziales, dem Vorsitzenden der Unterkommission für Menschenrechte, dem Vorsitzenden der Kommission für Frauenrechte und dem Vorsitzenden der Unterkommission für Vorbeugung gegen Diskriminierung und Schutz von Minderheiten – wird mit der Auswahl der Preisträger beauftragt. Das Komitee soll eigene Regeln für die Nominierung erstellen, welche die Mitgliedsstaaten, spezialisierten Agenturen und Nichtregierungsorganisationen mit beratendem Status und andere entsprechende Stellen vornehmen. Hierbei ist die Hilfe des Generalsekretärs in jeder Phase des Auswahlprozesses möglich.
2008 war der Vorsitzende der Beraterkommission für Menschenrechte an Stelle des Vorsitzenden der Unterkommission für Vorbeugung gegen Diskriminierung und Schutz von Minderheiten im Auswahlkomitee.

## Preisträger

### Preisvergabe 2023
75. Jahrestag der allgemeinen Erklärung der Menschenrechte
- Wjasna, Menschenrechtszentrum in Belarus
- Julienne Lusenge, Präsidentin der Frauenrechts- und Friedensorganisation SOFEPADI (Demokratische Republik Kongo)
- Amman Center for Human Rights Studies (ACHRS), (Jordanien)
- Julio Pereyra Sánchez, Kinderrechts-, Behinderten- und Indigenenaktivist (Uruguay)
- Global Coalition, Koalition von über 1350 Organisationen der Zivilgesellschaft, indigener Völker, sozialer Bewegungen und lokaler Gemeinschaften für die universelle Anerkennung des Rechts auf eine saubere, gesunde und nachhaltige Umwelt (75 Länder)

### Preisvergabe 2018
70. Jahrestag der allgemeinen Erklärung der Menschenrechte
- Rebeca Gyumi, erreichte in ihrem Heimatland die Heraufsetzung des Mindestalters für eine Eheschließung von 14 Jahren für Mädchen auf 18 Jahre für beide Geschlechter (Tansania)
- Asma Jahangir (posthum), ehemalige UN-Sonderberichterstatterin zur Situation der Menschenrechte im Iran (Pakistan)
- Joênia Wapixana, Rechtsanwältin und Indigenenaktivistin (Brasilien)
- Front Line Defenders, 2001 in Dublin gegründete Organisation zur Verteidigung von Menschenrechtsaktivisten weltweit (Irland)

### Preisvergabe 2013
65. Jahrestag der allgemeinen Erklärung der Menschenrechte
- Biram Dah Abeid, Sohn eines befreiten Sklaven, der sich gegen Sklaverei einsetzt
- Hiljmnijeta Apuk, setzt sich für die Rechte von Kleinwüchsigen ein
- Liisa Kauppinen, ehemalige Präsidentin der World Federation of the Deaf
- Khadija Ryadi, ehemaliger Präsident der Morocco Association for Human Rights
- Suprema Corte de Justicia de la Nación (Mexiko)
- Malala Yousafzai, Schülerin, auf die ein Attentat der Taliban verübt wurde, weil sie eine Schule besuchte

### Preisvergabe 2008
60. Jahrestag der allgemeinen Erklärung der Menschenrechte
- Louise Arbour (Kanada), Hochkommissarin für Menschenrechte, ehemalige Chefanklägerin des Internationalen Strafgerichtshofes für das ehemalige Jugoslawien und Ruanda, verantwortlich für die erste Anklage gegen ein amtierendes Staatsoberhaupt, hier Slobodan Milošević
- Benazir Bhutto (posthum, Pakistan), ehemalige pakistanische Premierministerin und führende Oppositionspolitikerin. Sie gilt als leidenschaftlicher Advokat für Demokratie und Menschenrechte. Sie fiel einem Anschlag während des Wahlkampfes in Rawalpindi im Dezember 2007 zum Opfer.
- Ramsey Clark (USA), altgedienter Verfechter der Menschenrechte und ehemaliger Justizminister der Vereinigten Staaten, ist bekannt für sein standhaftes Beharren auf Respektierung der Menschenrechte und faire Gerichtsprozesse nach internationalen Standards, auch für Diktatoren, die während ihrer Amtszeit keine Menschenrechte respektierten
- Carolyn Gomes (Jamaika), Generaldirektorin und Mitbegründerin der Jamaicans for Justice, der ersten Gruppe für Menschenrechte in Jamaika, entwickelt nationale und internationale Partnerschaften, um die Sache der Menschenrechte weiterzubringen
- Denis Mukwege (Kongo) Mitbegründer und Betreiber des Krankenhauses von Panzi in Bukavu, Südkivu in der Demokratischen Republik Kongo. Im Durchschnitt kommen zehn bis zwölf Frauen zur Behandlung, davon brauchen viele größere Operationen. Dr. Mukwege beschreibt die sexuelle Gewalt als eine Waffe im Krieg der Region, welche die gesamte Gemeinschaft zerstört.
- Schwester Dorothy Stang (posthum, Brasilien) von den „Soeurs de Notre Dame de Namur“ wurde 2005 in Anapu, Brasilien ermordet. Trotz zahlreicher Morddrohungen verteidigte Schwester Dorothy die Rechte der Armen, Landlosen und indigenen Bevölkerungsgruppen in der Anapuregion für fast 40 Jahre.
- Human Rights Watch, die seit 30 Jahren die Menschenrechtsverletzungen weltweit dokumentiert; spielte eine entscheidende Rolle in den Kampagnen für einen Internationalen Strafgerichtshof, zum Bann der Landminen und zum Bann von Streubomben

### Preisvergabe 2003
55. Jahrestag der allgemeinen Erklärung der Menschenrechte
- Enriqueta Estela Barnes de Carlotto (Argentinien), Präsidentin der Abuelas de Plaza de Mayo
- Deng Pufang (China), Gründer und Direktor des Chinesischen Behindertenverbandes
- Das Leitungsteam zum Familienschutzprojekt in Jordanien
- Schulamith Koenig (USA), Generaldirektorin der Volksbewegung zur Verbreitung der Menschenrechte
- Das „Mano-Fluss Friedensnetzwerk der Frauen in Westafrika“ (Netzwerk von Frauenorganisationen von Sierra Leone, Liberia und Guinea)
- Sérgio Vieira de Mello (Brasilien), Sonderpreis posthum

### Preisvergabe 1998
50. Jahrestag der allgemeinen Erklärung der Menschenrechte
- Sunila Abeyesekera (Sri Lanka), Direktorin von INFORM (Frauenorganisation)
- Angelina Acheng Atyam (Uganda), für ihre Arbeit zur Befreiung der Kinder, die von den Rebellen in Uganda gefangen gehalten werden
- Jimmy Carter (USA), ehemaliger Präsident der Vereinigten Staaten für seinen Beitrag zur friedlichen Lösung des Bürgerkriegs in Liberia
- Jose Gregori (Brasilien), Leiter des Brasilianischen Nationalen Sekretariats für Menschenrechte
- Anna Šabatová (Tschechien), eines der Gründungsmitglieder der Charta 77
- Ein Preis wurde zur Ehre aller Kämpfer für die Menschenrechte vergeben

### Preisvergabe 1993
45. Jahrestag der allgemeinen Erklärung der Menschenrechte
- Hassib Ben Ammar (Tunesien), Präsident des Arabischen Instituts für Menschenrechte
- Erica-Irene Daes (Griechenland), Vorsitzende und Berichterstatterin der Arbeitsgruppe für indigene Völker
- James Grant (USA), geschäftsführender Direktor von UNICEF
- Internationale Juristenkommission
- Das medizinische Personal des Zentralhospitals in Sarajevo (Bosnien und Herzegowina)
- Sonia Picado Sotela (Costa Rica), Jurist, Vizepräsident des Interamerikanischen Gerichtshofes für Menschenrechte
- Ganesh Man Singh (Nepal), Oberster Führer des nepalesischen Kongresses
- Sudanesische Frauenunion (Sudan)
- Julio Tumiri Javier (Bolivien), Gründer und Präsident der permanenten Kommission für Menschenrechte in Bolivien

### Preisvergabe 1988
40. Jahrestag der allgemeinen Erklärung der Menschenrechte
- Baba Murlidhar Devidas Amte (Indien), Anwalt
- John Peters Humphrey (Kanada) Direktor des Bereichs der Vereinten Nationen für Menschenrechte
- Adam Łopatka (Polen), Präsident des obersten Gerichtshofes von Polen
- Leonidas Proaño (Ecuador)
- Nelson Mandela (Südafrika)
- Winnie Mandela (Südafrika)

### Preisvergabe 1978
30. Jahrestag der allgemeinen Erklärung der Menschenrechte
- Begum Ra’ana Liaquat Ali Khan (Pakistan)
- Prince Sadruddin Aga Khan (Iran)
- Martin Luther King (posthum, USA)
- Helen Suzman (Südafrika)
- Das Internationale Komitee vom Roten Kreuz
- Amnesty International
- Vicaria de la Solidaridad (Chile)
- Union nationale des femmes de Tunisie (Tunesien)

### Preisvergabe 1973
25. Jahrestag der allgemeinen Erklärung der Menschenrechte
- Taha Hussein (posthum, Ägypten), Professor der Literatur
- C. Wilfred Jenks (posthum, Großbritannien), Generaldirektor der Internationalen Arbeitsorganisation
- Maria Lavalle Urbina (Mexiko), Anwalt, Professor
- Abel Muzorewa (Rhodesien), Bischof der Evangelisch-methodistischen Kirche
- Seewoosagur Ramgoolam (Mauritius), Premierminister von Mauritius
- U Thant (Birma), Generalsekretär der Vereinten Nationen

### Preisvergabe 1968
20. Jahrestag der allgemeinen Erklärung der Menschenrechte
- Manuel Bianchi (Chile), Botschafter, Vorsitzender der Interamerikanischen Kommission für Menschenrechte
- René Cassin (Frankreich), Gründungsmitglied der UN-Menschenrechtskommission
- Albert Luthuli (posthum, Südafrika), Präsident des ANC
- Mehranguiz Manoutchehrian (Iran), Anwalt/Rechtsbeistand und Senator
- Pjotr Jemeljanowitsch Nedbailo (Ukraine), Mitglied der Menschenrechtskommission
- Eleanor Roosevelt (posthum, USA), First Lady, Präsidentin der Menschenrechtskommission